# Chiesa di San Silvestro (Guardiagrele)
La chiesa di San Silvestro si trova a Guardiagrele, in provincia di Chieti. Venne sconsacrata agli inizi degli anni sessanta.

## Storia

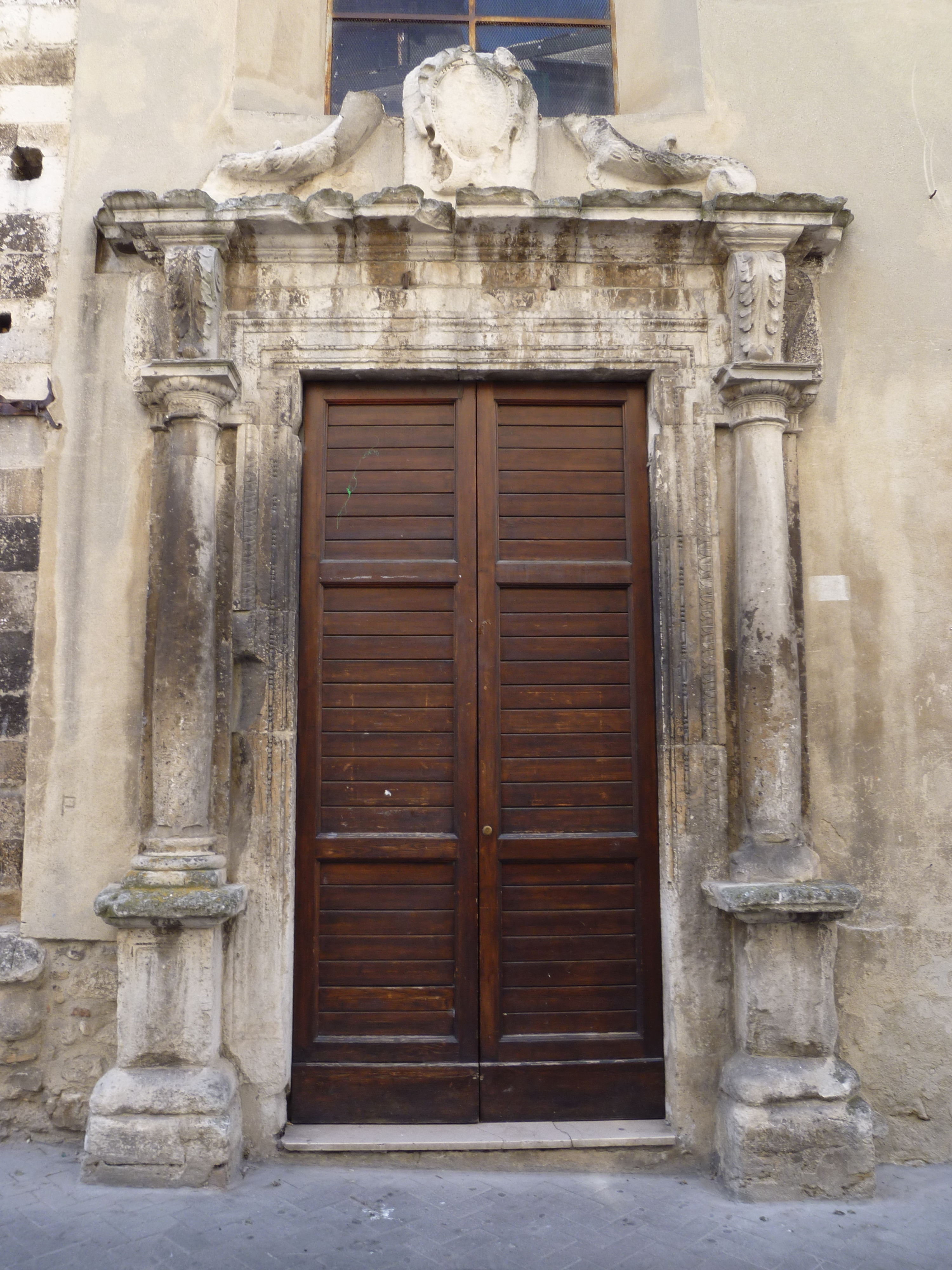
Il portale principale

Secondo la tradizione la prima chiesa romanica fu eretta su un tempio pagano dedicato a Diana. Come la chiesa di San Nicola di Bari, anche San Silvestro si trovava all'interno della prima espansione urbanistica che dal castrum si estese fino a porta San Giacomo nel lato occidentale del promontorio, a porta Di Luzio in quello orientale. Fu per lungo tempo sotto le dipendenze della badia di San Martino in Valle (Fara San Martino), per passare poi, insieme all'intero quartiere della Penna, al monastero di San Salvatore a Maiella (Rapino). Nell'inventario dei beni della badia benedettina, stilato proprio nella chiesa di San Silvestro nel 1365, si pone la chiesa e una certa parte Guardiae que dicitur Penna sotto la giurisdizione dell'abate di San Salvatore.
La chiesa è menzionata nelle varie visite dei vescovi di Chieti dal XVI al XIX secolo; coi beni di San Salvatore passò al Vaticano, per poi tornare alla diocesi di Chieti.  Possedeva l'altare maggiore, l'altare di Sant'Antonio, quello della Natività di Maria e la cappella della Santissima Trinità, con confraternita omonima e una tela della Santissima Trinità e anime purganti, dipinta dal pittore locale Nicola Ranieri. 
La chiesa subì danni nel terremoto del 1706, e successivamente fu bombardata nel 1943, vedendo il proprio tetto e facciata superiore sfondati. Fu ristrutturata con copertura a capriate; negli anni '60 fu sconsacrata e adibita a oratorio "don E. Carunchio" e sala esposizioni.

## Descrizione

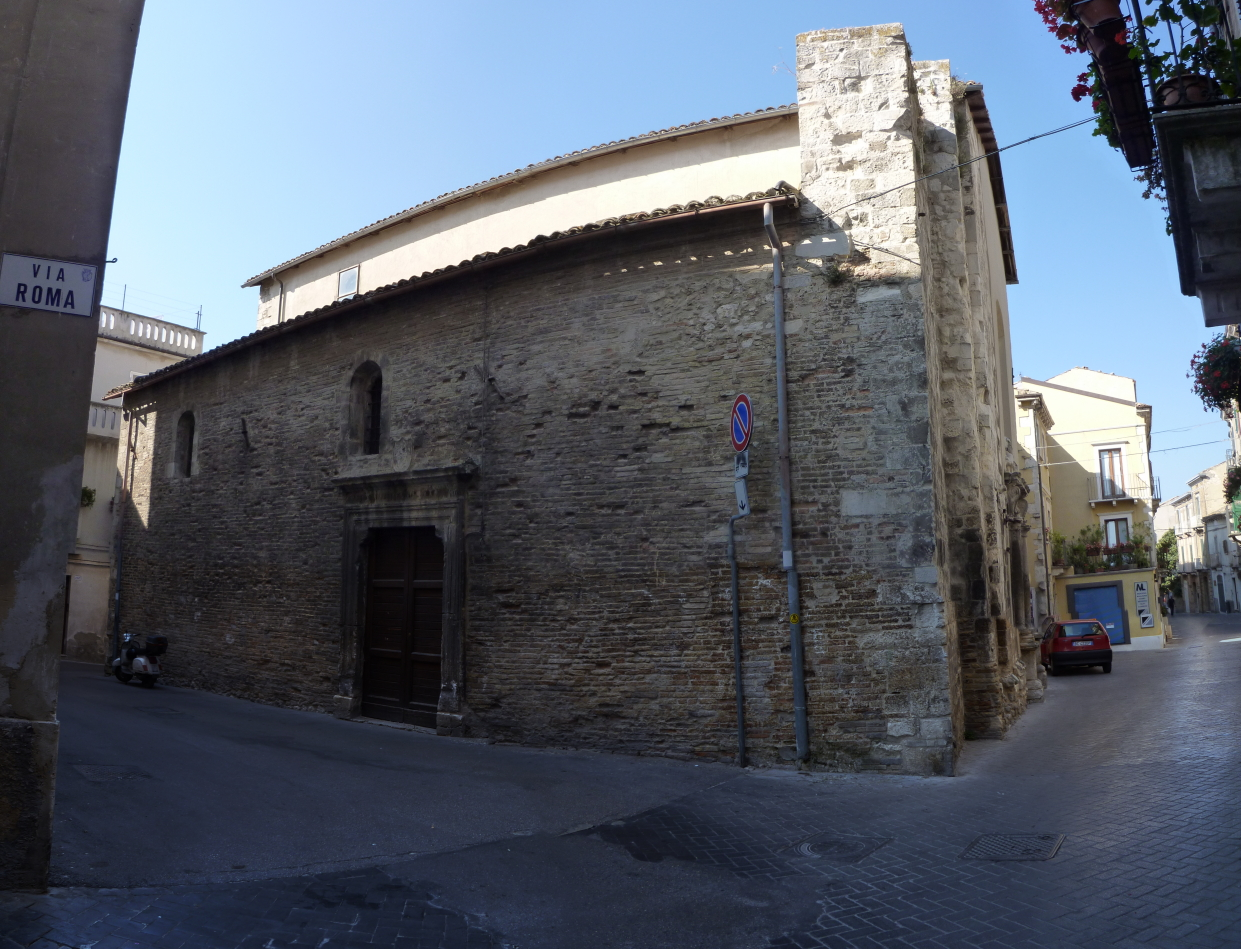
La fiancata sinistra da Via Roma

All'interno archi a tutto sesto impostati su pilastri delineano le tre navate, che presentano sulla destra un locale a cui si accede direttamente dalla chiesa. I diversi prospetti dell'edificio mostrano differenti materiali di costruzione: pietre regolari e squadrate nella facciata, laterizi nella fiancata laterale e pietrame misto a mattoni nel lato posteriore, a causa delle diverse fasi costruttive. La facciata lascia intravedere solo nella parte sinistra la cortina muraria, essendo gran parte della facciata intonacata. Il portale, tardo rinascimentale, è ornato da una coppia di cornucopie e uno stemma, non originari della chiesa, posizionati sull'architrave, poggiante a sua volta su mensole impostate su colonne. Vi è anche un portale laterale, composto da stipiti e un semplice architrave sovrastato da una cornice sporgente che sorregge uno stemma ormai abraso. Agli angoli superiori del vano d'ingresso vi sono due mensoline con decorazioni floreali. Secondo alcune fonti l'iscrizione posta sulla tabella alla sinistra del portale riportava la data di un intervento ricostruttivo operato nel 1428. Ciò spiegherebbe inoltre la differente cortina muraria dei vari settori dell'edificio. la ricostruzione in mattoni della parete laterale e di quelle posteriori delle navate minori sembrano risalire al XVI secolo. In seguito al restauro di metà Novecento, che ha eliminato gli elementi barocchi e consolidato l'ormai decadente struttura, la chiesa di San Silvestro, non più consacrata, ospita mostre, convegni e concerti.